# オクイシュージ
オクイ シュージ（1966年8月12日 - 、本名・奥居 俊二）は、大阪府出身の俳優、演出家。ヘリンボーン所属。獅子座、血液型A型。

## 来歴・人物
1985年「劇団青年座養成所」に入所。舞台役者としてデビュー。
その後、主に舞台を中心に活躍。1994年より劇団「permanent mONKEY'S」主宰、2000年まで活動。その後は「劇団ワンダフルズ」にも参加（）。
1998年よりラジオ番組にも進出、『RADIO-izm』（FM-FUJI）水曜日・木曜日DJ（1999年10月 - 2000年3月は水曜日のみ担当）を2年間務めた後、2000年4月より、FM-FUJI月〜木曜夜の帯番組『RADICAL LEAGUE』（東京・STUDIO ViViDから生放送）が放送開始、火曜日パーソナリティに起用。就任から3か月で石川實との交換で木曜日に移り、2009年3月に放送終了するまで8年9ヶ月にわたり一貫して木曜日を担当した（RADIO-izmから数えて約11年同局のDJを務め、RADICAL LEAGUEに至っては番組開始から終了まで9年間全て務めた唯一の人物である）。
1999年あたりからは、舞台やラジオ以外に、テレビなどへ活動の幅を広げるとともに、2001年より名義を本名の奥居俊二からオクイシュージに改め、現在に至る。また劇団ワンダフルズに限り作・演出時は「オクイプレジデント」名義を使用している。
2010年には新たに舞台ユニット「国産第1号」を立ち上げた。
2011年より若手劇団SNATCHのオーガナイズを担当し、後進の指導にもあたっている。
また、ユースケ・サンタマリアとも関係が深く、ユースケの出演するテレビ番組やイベントなどに脚本、演出などで携わったり、番組で共演することもまれにある。
2008年サモ・アリナンズ「洞海湾~九州任侠外伝~」（作、演出／松尾スズキ）にて大人計画の松尾スズキと出会い、以降、松尾スズキ作品に貴重な存在となっている。
ラジオ番組のときのオクイはシュールかつ過激で下ネタ満載のトークが多く、番組でリスナーから新ネタを募集することが多々あり、投稿の内容に応じて、自ら音声を変えて「…長嶋茂雄がシースルーを着て砂浜でジルバを踊っているような気分」などと評することもある。
2019年オルタナティブロックバンド「the pillows」の結成30周年を記念して製作された映画「王様になれ」で初メガホンをとる（監督・脚本・出演）。

## 出演

### 舞台
- TEAM僕らの調査局
- permanent mONKEY'S（主宰、脚本、演出、出演）
- オクイシュージソロライブMOOD（脚本、演出、出演）
- オクイシュージソロライブMOOD2（脚本、演出、出演）
- Theater PUNK（脚本、演出、出演）
- サモ・アリナンズ
- 劇団ワンダフルズ（オクイプレジデント名義）（脚本、演出、出演）
- QC3000（主宰、脚本、演出、出演）
- 国産第1号（主宰、デザイン、脚本、演出、出演）
- パルコプロデュース「欲望という名の電車」
- プロペラ犬「ネガヒーロー」（水野美紀氏のユニット）
- シアターコクーン+大人計画「ふくすけ」
- 東京芸術劇場「マシーン日記」
- プロペラ犬「やわらかいパン」（演出、出演）
- シアターコクーン+大人計画「キレイ」
- 入江雅人グレート5人芝居「デスペラード」
- OFFICE SHIKA PRODUCE「竹林の人々」
- ロ字ック「滅びの国」
- 劇団鹿殺し「電車は血で走る」「無休電車」
- カオルノグチ現代演技「演劇部のキャリー」
- ゾンビフェス
- グッドディスタンス「箪笥」
- シアターコクーン「フリムンシスターズ」
- ふくすけ 2024 -歌舞伎町黙示録-[4]
- 礎の響〜SEKIGAHARA〜[5]

### ラジオ
- RADIO-izm（FM-FUJI）／1998年4月〜2000年3月　水曜日・木曜日（末期は水曜日のみ）
- RADICAL LEAGUE（FM-FUJI）
  - 奥居俊二の“いてもーたろか!”／2000年4月〜2001年3月　火曜日→木曜日
  - オクイシュージのオレがカバやねん rock'n rall show／2001年4月〜2009年3月　木曜日
- FM-FUJI開局20周年記念特別番組『HAPPY SMILE PROJECT』／2008年8月8日 8:00〜20:00
- TOKYO FM「扉」2010年4月〜不定期　構成・出演
- NHK-FM「松尾スズキのうっとりラジオショー vol.4」構成・出演

### テレビドラマ
- 花村大介（関西テレビ・フジテレビ系）／2000年7月 - 9月 - 丸山弁護士 役
- 特命係長 只野仁 1stシーズン 第10話（テレビ朝日系）／2003年　ゲスト
- 鬼嫁日記 いい湯だな（関西テレビ・フジテレビ系）2007年4月 - 6月 秋山ユリのマネージャー
- 秘書のカガミ（テレビ東京系）／2008年5月30日　ゲスト 川浪安男役
- 美しい男性!（BSジャパン（現・BSテレ東）、2009年1月 - ）構成・レギュラー　オクイベンジャミン役
- まほろ駅前番外地（テレビ東京系）／2013年1月11日　DJ役で声のみのゲスト出演
- リバースエッジ 大川端探偵社（テレビ東京系）／2014年6月21日　ゲスト　磯山直人役
- 怪奇恋愛作戦（テレビ東京系）／2015年3月21日・28日 ゲスト・おでん屋 役
- 水曜ミステリー9 犯罪科学分析室 電子の標的2（テレビ東京系）／2016年3月23日・桐生慶二役
- 日曜劇場（TBS系）
  - 陸王（2018年）[6]
  - キャスター 第2話（2025年4月20日） - 佐川 役[6][7]
- 相棒（2018年、テレビ朝日） - 猪瀬啓吾 役
- 金曜ドラマ（TBS系）
  - ＃家族募集します（2021年）[6]
  - 妻、小学生になる。 第4話・最終話（2022年2月11日・3月25日） - 藤田編集長 役[6]
  - クジャクのダンス、誰が見た? 第2話 - （2025年1月31日 - 3月28日） - 立花編集長 役[6][8]
- 松尾スズキと30分の女優（2021年3月、WOWOWプライム）
  - 松尾スズキと30分の女優2（2022年3月、WOWOWプライム）
- 赤いナースコール（2022年、テレビ東京） - 赤松刑事 役
- 未成年〜未熟な俺たちは不器用に進行中〜（2024年11月5日 - 2025年1月7日、読売テレビ） - 蛭川正彦 役[9]
- 風のふく島 第1話（2025年1月11日、テレビ東京） - 牛来 役[10]
- キャスター 第2話・第4話・第6話・第7話（2025年4月20日・5月4日・18日・25日、TBS） - 佐川克 役[11]

### テレビ
- 踊る!さんま御殿!!（日本テレビ系）／トークゲスト
- 所さんの日本ジツワ銀行（日本テレビ系）／2002年10月 - 2003年9月 - 準レギュラー
- パパパパPUFFY（テレビ朝日系）／ナレーション（たまに出演も）
- 惑星のサル（RKB毎日放送）／MC
- LIVE!LOVE!EVE!（BS-i）／2000年12月 - 2002年3月　木曜日MC
- ユースケの空気3000（スペースシャワーTV）／2000年4月 - 終了不明　構成、VJ
- CM カルビーひとくち劇場（カルビー）／2014年8月~ 小柳津権三郎 (声)
- SICKS〜みんながみんな、何かの病気〜（テレビ東京系）／2015年10月〜12月・高見沢役
- 演劇人は、夜な夜な、下北の街で呑み明かす…（BSスカパー、2016年4月28日）

### 映画
- ゴッドタン キス我慢選手権 THE MOVIE(2013年6月28日)
- マダム・マーマレードの異常な謎（テレビ東京）
  - 出題編（2013年10月25日） - 藤堂俊二役
  - 解答編（2013年11月22日） - 藤堂俊二役
- 寄生獣（2014年11月29日、東宝） - 中華料理店の主人 役
- ジヌよさらば〜かむろば村へ〜（2015年4月4日、キノフィルムズ） - 勝男 役
- バクマン。（2015年10月3日、東宝） - アフレコ協力
- 108〜海馬五郎の復讐と冒険〜（2019年10月25日、ファントム・フィルム） - 演出家　役
- 王様になれ（2019年９月13日、ブースタープロジェクト）監督・脚本

### ネット配信
- 地面師たち（2024年7月25日 - Netflix）久保田 昌志 役

## 補足
1. ↑  当時「サモ・アリナンズ」での仲間であった倉森勝利に強引に誘われるがままに、旗揚げメンバーとして参加（オクイ本人は全く気づいていなかったらしい）。
2. ↑  火曜日から木曜日に移動した経緯として、2000年7月から9月まで、ラジオの放送時間であった火曜夜10時枠にオクイ出演のドラマ『花村大介』があり放送時間が重なることも遠因となった。
3. ↑  ちなみに、番組に送られてきたFAXに『自分が良く似ていると思う有名人は?』の質問があり、冗談交じりに長嶋茂雄と答えていたこともある（長嶋茂雄のファンらしい）。
4. ↑  “歌舞伎町の毒と芝居の毒が美しさに…松尾スズキの「ふくすけ」12年ぶり上演決定”. ステージナタリー.   ナターシャ (2024年2月8日). 2024年2月8日閲覧。
5. ↑  “和田雅成・早乙女友貴がW主演、水野美紀プロデュースのノンバーバル演劇”. ステージナタリー.   ナターシャ (2025年7月3日). 2025年7月4日閲覧。
6. 1 2 3 4 5  “宮川一朗太がIT企業の社長役、オクイシュージが進藤壮一(阿部寛)の行く手を阻む刑事役で登場！ 日曜劇場『キャスター』”. TBS Topics (2025年4月19日). 2025年4月21日閲覧。
7. ↑  “宮川一朗太＆オクイシュージ、『キャスター』第2話出演　「とても楽しいひとときでした」”. リアルサウンド映画部.   blueprint (2025年4月19日). 2025年4月19日閲覧。
8. ↑  ヘリンボーン｜インフォメーション｜2025.1.27オクイシュージ　ドラマ出演｜立花編集長役　レギュラー出演
9. ↑  “相関図”. テレビドラマ『未成年～未熟な俺たちは不器用に進行中』公式サイト.   読売テレビ. 2024年11月4日閲覧。
10. ↑  ドラマ公式サイト｜あらすじ｜第1話
11. ↑  “日曜劇場「キャスター」宮川一朗太がIT企業の社長役　オクイシュージは阿部寛の行く手を阻む刑事役に”. iza. 産経デジタル. 2025年4月19日. 2025年4月21日閲覧.

## 関連人物
- 松尾スズキ
- the pillows
- 小松和重
- 佐藤貴史 (俳優)